# Nyamko Sabuni
Nyamko Ana Sabuni (Bujumbura, 31 maart 1969) is een Zweedse politica. Ze is lid van de partij Liberalerna (L), waarvan zij tussen 2019 en 2022 tevens de politiek leider was. Eerder was Sabuni actief als minister van Integratie (2006–2010) en Gendergelijkheid (2006–2013) in het kabinet van Fredrik Reinfeldt. Ze was daarmee de eerste Zweedse minister van Afrikaanse afkomst.

## Biografie
Nyamko Sabuni werd geboren in Bujumbura in Burundi, waar haar vader, een christelijk politicus uit Zaïre, in ballingschap leefde. Sabuni's moeder, een moslima, was slechts 14 jaar oud toen haar dochter werd geboren. Het gezin kreeg in 1981 politiek asiel in Zweden en Sabuni groeide op in Kungsängen, ten noorden van hoofdstad Stockholm. Ze studeerde rechten aan de Universiteit van Uppsala, migratiebeleid in Eskilstuna en informatie- en mediacommunicatie in Stockholm.

### Politieke loopbaan
Sabuni sloot zich aan bij de liberale partij Liberalerna en was er van 1996 tot 1998 bestuurslid van de jongerenbeweging. Vanaf 2001 maakte ze deel uit van het algemene partijbestuur. Bij de parlementsverkiezingen van 2002 werd ze voor het eerst verkozen in de Riksdag, het Zweedse parlement.
Na vier jaar parlementslid te zijn geweest, werd Sabuni in 2006 minister in de Zweedse coalitieregering die na de verkiezingen van dat jaar werd gevormd onder leiding van premier Fredrik Reinfeldt. Ze werd verantwoordelijk voor Integratie en Gendergelijkheid, twee onderwerpen waar ze zich al eerder op geprofileerd had. Eerder dat jaar had ze gepleit voor verplichte gynaecologische onderzoeken voor schoolmeisjes om genitale verminking op te kunnen sporen en te voorkomen. Ook pleitte ze ervoor om een hoofddoekverbod in te stellen voor meisjes onder de 15 jaar en om eerwraak als een onafhankelijke categorie op te nemen in het Zweedse wetboek van strafrecht. Sabuni stelde dat praktiserende moslims die volgens de Koran leven "hun eigen kansen beperken".
Sabuni's benoeming stuitte op protesten van groepen Zweedse moslims, die haar beschuldigden van islamofobie en populisme. Een petitie tegen haar benoeming werd ondertekend door de Sveriges Muslimska Förbund (SMF), de grootste moslimorganisatie van Zweden. Kort na haar aantreden als minister baarde Sabuni opzien toen zij de staatssubsidie aan het Centrum tegen Racisme, waar haar oom Mkyabela Sabuni actief was als directeur, introk. Ze was van mening dat het centrum had gefaald in haar missie om racisme en xenofobie tegen te gaan.
Na de parlementsverkiezingen van 2010 maakte het kabinet-Reinfeldt een doorstart, waarbij het ministerie van Integratie ondergebracht werd bij het ministerie van Werkgelegenheid. Sabuni's rol als minister van Integratie werd hierbij overgenomen door Erik Ullenhag. Wel bleef Sabuni minister van Gendergelijkheid, tot zij op 21 januari 2013 vroegtijdig aftrad om haar opvolger de kans te geven zich goed voor te bereiden op de verkiezingen van 2014. Al eerder had Sabuni verklaard zich voor deze verkiezingen niet meer herkiesbaar te stellen.
In juni 2019 werd Sabuni verkozen tot partijleider van Liberalerna. Zij volgde in deze functie Jan Björklund op en was de eerste Zweedse politieke leider met een migratieachtergrond. De partij schoof onder haar leiding verder op naar rechts; waar de liberalen nog tot 2021 steun gaven aan het centrumlinkse kabinet van Stefan Löfven, pleitte Sabuni daarna expliciet voor de vorming van een rechtse regering. Dat zij hiervoor eventueel ook wilde samenwerken met Sverigedemokraterna, zorgde binnen haar partij voor verdeeldheid.
In het voorjaar van 2022 liep Sabuni's imago schade op nadat zij in een video had gezegd bij een mogelijke Russische aanval op Zweden naar Noorwegen te zullen vluchten. In peilingen voor de opkomende parlementsverkiezingen zakte Liberalerna bovendien onder de kiesdrempel van 4%. Sabuni besloot hierop het partijleiderschap neer te leggen en werd op 8 april 2022 opgevolgd door Johan Pehrson.

### Persoonlijk
Sabuni was getrouwd van 2004 tot 2012 en kreeg uit dat huwelijk een tweeling. Ze is niet-religieus en identificeert zichzelf, naast Zweeds, ook als Congolees.